# Baden-Sponheim
Baden-Sponheim fou un marcgraviat del Sacre Imperi Romanogermànic.

## Història
Va sorgir el 1515 en el repartiment que va fer Cristòfol I entre els seus tres fills, corresponent Sponheim al fill Felip I. Aquest va morir el 1533 i els seus dominis van passar al seu germà gran Bernat III de Baden-Baden.

## Marcgravis
- Felip I 1515-1533